# Dobšinaïta
La dobšinaïta és un mineral de la classe dels fosfats que pertany al grup de la brandtita. Rep el nom per la localitat tipus: el municipi de Dobšiná, una famosa ciutat minera de la regió de Košice, a Eslovàquia, i l'acumulació més important d'arsenurs i sulfarsenits de níquel dels Carpats occidentals.

## Característiques
La dobšinaïta és un arsenat de fórmula química Ca₂Ca(AsO₄)₂·2H₂O. Va ser aprovada com a espècie vàlida per l'Associació Mineralògica Internacional l'any 2021, sent publicada per primera vegada el mateix any. Cristal·litza en el sistema monoclínic. La seva duresa a l'escala de Mohs és 3.
L'exemplar que va servir per a determinar l'espècie, el que es coneix com a material tipus, es troba conservat a les col·leccions mineralògiques del Museu de Moràvia, a Brno (República Txeca), amb el número de catàleg: b12257.

## Formació i jaciments
Va ser descoberta a la mina Dionýz, situada al municipi de Dobšiná, dins el districte de Rožňava (Regió de Košice, Eslovàquia), on es troba formant raïms de color blanc a rosat, o agregats policristal·lins, d'entre 1 i 4 mm de mida, que consisteixen en cristalls tabulars densament intercrescuts i lleugerament arrodonits de fins a 0,1 mm de mida. Aquest indret és l'únic a tot el planeta on ha estat descrita aquesta espècie mineral.